# Joe Lovano

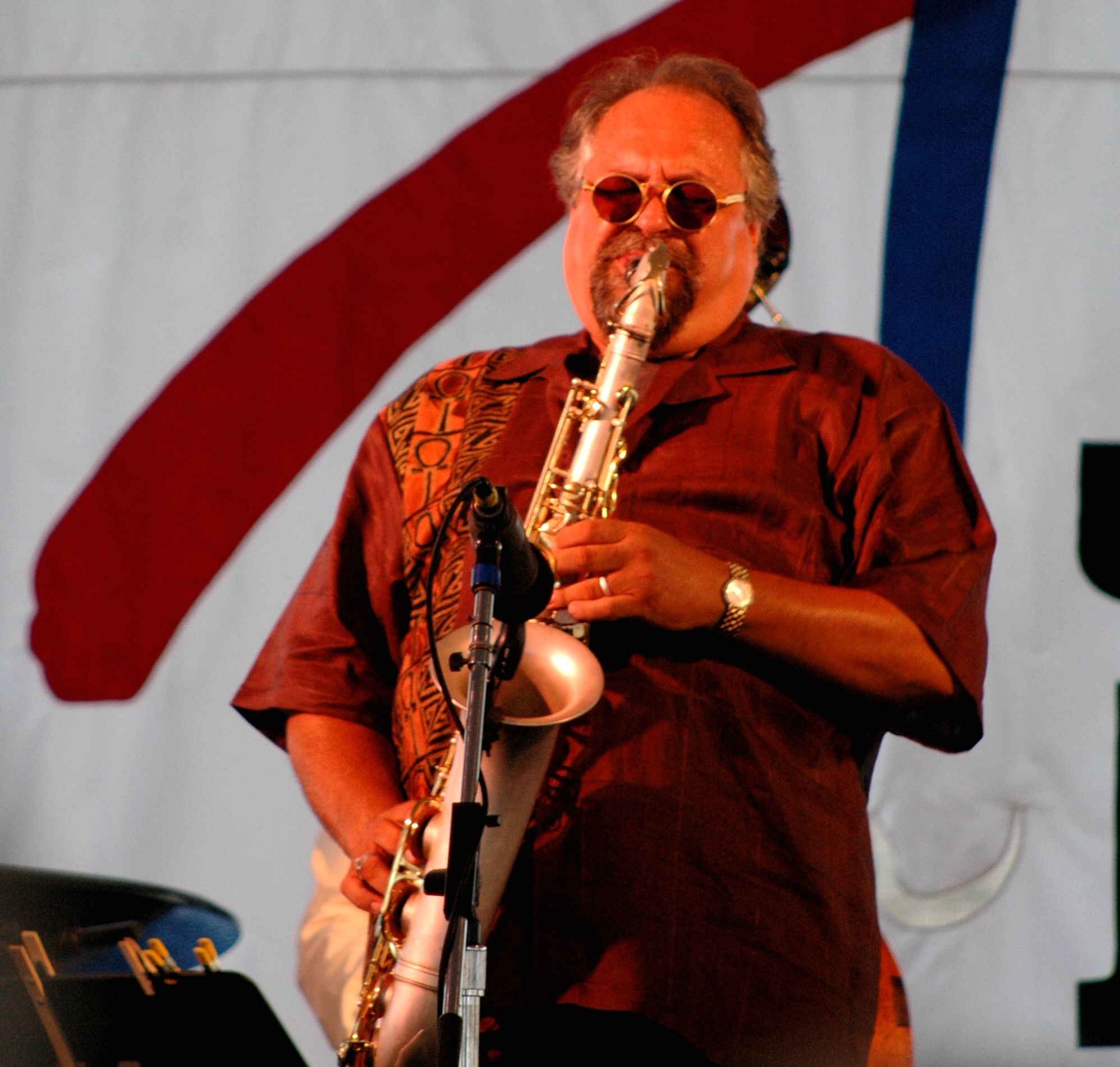
Joe Lovano en el Newport Jazz Festival el 14 de julio de 2005.

Joe Lovano (Cleveland, 29 de diciembre de 1952) es un músico estadounidense de jazz, saxofonista tenor que toca también el saxo melódico en Do, el soprano y el alto. Joe Lovano se halla encuadrado estilísticamente en las corrientes del post-bop y el hard-bop. 

## Discografía

### A su nombre
- Tones, Shapes and Colors (1985)
- Hometown Sessions (1986)
- Solid Steps (1986)
- Village Rhythms (1988)
- Worlds (1989)
- Landmarks (1990)
- Sounds of Joy (1991)
- From the Soul (1991)
- Universal Language (1992)
- Tenor Legacy (1993)
- Quartets: Live at the Village Vanguard (1994) con Tom Harrell y Mulgrew Miller
- Rush Hour (1994)
- Ten Tales (1994)
- Celebrating Sinatra (1996)
- Tenor Time (1997)
- Flying Colors (1997) con Gonzalo Rubalcaba
- Trio Fascination: Edition One (1998)
- Friendly Fire (1999) con Greg Osby
- 52nd Street Themes (2000)
- Flights of Fancy: Trio Fascination, Volume 2 (2001)
- Viva Caruso (2002)
- On This Day ... at the Vanguard (Live) (2003)
- I'm All for You (2004)
- Joyous Encounter (2005)
- Streams of Expression (2006)
- Symphonica (2008)
- Folk Art (2009)
- Bird Songs (2011) con Us Five

### Con Paul Motian y Bill Frisell
- Psalm con Ed Schuller y Billy Drewes (1982) ECM
- The Story of Maryam con Ed Schuller y Jim Pepper (1984)  Soul Note
- Jack of Clubs with Ed Schuller and Jim Pepper (1985)  Soul Note
- It Should've Happened a Long Time Ago (1985) trio
- Misterioso con Ed Schuller y Jim Pepper (1986)  Soul Note
- One Time Out (1987)  Soul Note
- Monk in Motian (1988) trio + guests  JMT
- On Broadway Volume 1 (1989)  JMT
- Bill Evans (1990)  JMT
- On Broadway Volume 2 (1990)  JMT
- Motian in Tokyo (1991) trio  JMT
- On Broadway Volume 3 (1993)  JMT
- Trioism (1993) trio + guest  JMT
- Live at the Village Vanguard (1995) trio
- Sound of Love (1995) trio (live)  Winter & Winter
- I Have the Room Above Her (2004) trio ECM
- Time and Time Again (2006) trio ECM

### Colaboraciones
- Unknown Voyage (1985) con Furio Di Castri
- Think Before You Think (1989) con Bill Stewart, Marc Cohen y Dave Holland
- Snide Remarks (1995) con Bill Stewart, Eddie Henderson, Bill Carrothers and Larry Grenadier
- Grand Slam (2000) con Jim Hall, George Mraz, y Lewis Nash
- Fourth World (2001) con James Emery, Judi Silvano, y Drew Gress
- ScoLoHoFo (2003) con John Scofield, Dave Holland, y Al Foster
- Gathering of Spirits (2004) con Michael Brecker y Dave Liebman
- Kids: Live at Dizzy's Club Coca-Cola (2007) con Hank Jones
- Quartet (2007) con McCoy Tyner, Christian McBride y Jeff "Tain" Watts
- Silverslide con Dan Silverman
- Masada Quintet: Stolas: The Book of Angels Volume 12 (2009) con John Zorn, Dave Douglas, Uri Caine, Greg Cohen y Joey Baron
- Mostly Coltrane (2009) con Steve Kuhn, David Finck y Joey Baron